# Vitalij Lazarevič Ginzburg
Vitalij Lazarevič Ginzburg (rusko Вита́лий Ла́заревич Ги́нзбург), ruski fizik in astrofizik, * 4. oktober 1916, Moskva, Ruski imperij (danes Rusija), † 8. november 2009, Moskva.
Kraljeva astronomska družba (RAS) mu je leta 1991 podelila zlato medaljo. Leta 2003 je prejel Nobelovo nagrado za fiziko.
Pokopan je na moskovskem pokopališču Novodeviči.
1. 1 2  Большая российская энциклопедия — Moskva: Большая российская энциклопедия, 2004.
2. ↑  Find a Grave — 1996.
3. ↑  Гинзбург Виталий Лазаревич // Большая советская энциклопедия: [в 30 т.] — 3-е изд. — Moskva: Советская энциклопедия, 1969.
4. 1 2  Ginzburg V. L. On the theory of superconductivity // Nuovo Cimento — (neprevedeno), 1955. — Vol. 2,  6. — str. 1234-1250. — ISSN 0029-6341; 1827-6121 — doi:10.1007/BF02731579
5. ↑  data.bnf.fr: platforma za odprte podatke — 2011.
6. ↑  Week ending Saturday, November 14, 2009
7. ↑  Vitaly Ginzburg // The Daily Telegraph — London: 2009. — ISSN 0307-1235; 1477-3805
8. ↑  http://www.britannica.com/EBchecked/topic/416856/Nobel-Prize/93434/The-prizes
9. ↑  http://www.britannica.com/EBchecked/topic/928354/Alexey-A-Abrikosov
10. ↑  http://www.theguardian.com/science/2009/nov/15/physics-russia